# Красна-Домброва
Красна-Домброва (пол. Krasna Dąbrowa) — село в Польщі, у гміні Пйонки Радомського повіту Мазовецького воєводства.
Населення — 171 особа (2011).

## Демографія
Демографічна структура станом на 31 березня 2011 року:
|          | Загалом | Допрацездатний вік | Працездатний вік | Постпрацездатний вік |
| -------- | ------- | ------------------ | ---------------- | -------------------- |
| Чоловіки | 83      | 18                 | 60               | 5                    |
| Жінки    | 88      | 18                 | 56               | 14                   |
| Разом    | 171     | 36                 | 116              | 19                   |